# میم‌برن
میم‌برن (انگلیسی: Memeburn) وب سایتی است که بر اخبار و رویدادهای دیجیتال در حوزه بازارهای نوظهور متمرکز است.
این وبسایت توسط متیو باکلند کارآفرین آفریقای جنوبی تأسیس شده‌است.
میم‌برن بر رویدادهای جاری در دنیای رسانه‌های اجتماعی، موبایل و فناوری عمومی تمرکز دارد و همچنین، مصاحبه‌هایی با امثال مت مولنوگ خالق وردپرس، دنیس کارولی خالق فوراسکوئر، فیل لیبین خالق اورنوت، خالق گوگل نو، کارآفرین ریچارد برانسون، کوس بکر مدیر عامل شرکت ناسپرز، کریس اندرسون مؤسس  وایرد و مارک بارتلز مدیر عامل استامبل آپان انجام داده‌است.